# Onthophagus sericeicollis
Onthophagus sericeicollis är en skalbaggsart som beskrevs av Antoine Boucomont 1928. Onthophagus sericeicollis ingår i släktet Onthophagus och familjen bladhorningar. Inga underarter finns listade i Catalogue of Life.